# Lisa Marcaurelle
Lisa A. Marcaurelle es una química estadounidense y ejecutiva senior en múltiples compañías de biotecnología. 

## Educación
Marcaurelle recibió su licenciatura en química en el Colegio de la Santa Cruz en 1997, donde trabajó con el profesor Timothy Curran sobre andamios de dipéptidos. Se inscribió en UC-Berkeley para obtener un doctorado en Química, bajo Carolyn Bertozzi,  trabajando en una variedad de nuevas tecnologías de enlace de glucósidos para producir miméticos de glicoproteínas para sustancias naturales como la mucina.  Completó una beca postdoctoral de un año en el Instituto de Tecnología de Massachusetts, trabajando con Peter Seeberger en la síntesis en fase sólida de oligosacáridos.

## Carrera
Trabajó en Infinity Pharmaceuticals y en el Instituto Broad durante 9 años, en proyectos de química de alto rendimiento, síntesis química orientada a la diversidad, biología química y química médica. Fue reclutada como vicepresidenta en H3 Biomedicine en 2011.  En H3, instituyó y continuó desarrollando una plataforma de síntesis orientada a la diversidad, basada en quimotipos de evolución reciente, como los espirociclos y los macrociclos. En 2016, se convirtió en Directora Superior de Química en Warp Drive Bio, y en 2018 en vicepresidenta de Enko Chem,  empresa de protección de cultivos respaldada por empresas en el área de Boston.
Se mantiene activa en la sociedad profesional como voluntaria y mentora de científicos más jóvenes en la industria farmacéutica, y aboga activamente por la inclusión científicas en roles de liderazgo.

## Premios
- 2013 - Premio "Estrella en ascenso" de WCC de la American Chemical Society[5]
- 2013 - Seminario industrial McElvain, Universidad de Wisconsin[6]
- 2011 - Simposio de Investigadores Jóvenes de la División de Química Orgánica[7]
- 1997 - Premio de la Fundación del Instituto Americano de Químicos
- 1996 - Phi Beta Kappa